# Igualar coeficientes
Igualar coeficientes é um método de resolução de problemas de álgebra para polinômios iguais, com parâmetros (coeficientes) desconhecidos. O método se baseia no fato de que dois polinômios são iguais quando todos os coeficientes correspondentes são iguais.
O procedimento é válido para equações linearmente independentes num espaço vetorial.

## Exemplo
Suponha que se queira descobrir os parâmetros A, B e C do polinômio à esquerda na seguinte igualdade:
{\displaystyle (A+B+C)x^{2}-(3A+2B+C)x+2A=1.\,}
Pode-se fazê-lo recordando que o polinômio 1 equivale ao polinômio 0x2 + 0x + 1, tendo coeficientes iguais a zero para variáveis de grau positivo. Igualando os coeficientes, obtém-se o seguinte sistema de equações lineares:
{\displaystyle A+B+C=0,\,}
{\displaystyle 3A+2B+C=0,\,}
{\displaystyle 2A=1.\,}
Cuja resolução resulta em:
{\displaystyle A={\frac {1}{2}},\,B=-1,\,C={\frac {1}{2}}.\,}